# Resolució 951 del Consell de Seguretat de les Nacions Unides
La Resolució 951 del Consell de Seguretat de les Nacions Unides fou adoptada sense votació el 21 d'octubre de 1994. Observant amb pesar la defunció del jutge de la Cort Internacional de Justícia Nikolai Konstantinovitx Taràssov el 28 de setembre de 1994, el Consell va decidir que en concordança a l'Estatut de la Cort les eleccions per omplir la vacant s'efectuarien el 26 de gener de 1995 en una sessió del Consell de Seguretat i durant la 49a sessió de l'Assemblea General.
Tarassov, un diplomàtic rus, va ser membre de la Cort des de 1985. El seu període del càrrec anava a acabar al febrer de 1997.